# Torre al passeig Marítim, 14 (Sant Vicenç de Montalt)
La Torre al passeig Marítim, 14 és una obra noucentista de Sant Vicenç de Montalt (Maresme) inclosa a l'Inventari del Patrimoni Arquitectònic de Catalunya.

## Descripció
Torre aïllada d'estil noucentista, de planta baixa i pis, amb petites golfes. Hi ha una torre que s'alça un pis més. No hi ha elements decoratius a la façana. Està envoltada per un pati i té una terrassa. La coberta de la casa és a dues aigües i la torre a quatre.